# Magosternarchus raptor
Magosternarchus raptor är en fiskart som beskrevs av Lundberg, Cox Fernandes och Albert, 1996. Magosternarchus raptor ingår i släktet Magosternarchus och familjen Apteronotidae. Inga underarter finns listade i Catalogue of Life.